# Stadium Darul Aman
Stadium Darul Aman – wielofunkcyjny stadion w Alor Setar, w Malezji otwarty w 1967 roku. Wyposażony jest w bieżnię lekkoatletyczną i częściowo zadaszone trybuny dla 32 387 widzów. Swoje spotkania rozgrywa na nim drużyna Kedah FA. Obiekt był głównym stadionem 11. igrzysk malezyjskich w 2006 roku, a także jedną z aren 11. młodzieżowych Mistrzostw Świata w piłce nożnej w roku 1997.